# 캐럴라인 플랙
캐럴라인 플랙(영어: Caroline Flack, 1979년 11월 9일 ~ 2020년 2월 15일)은 잉글랜드의 사회자이다.